# Ceracrisoides viridis
Ceracrisoides viridis är en insektsart som beskrevs av Zheng, Z. och Xiaoyan Yang 1988. Ceracrisoides viridis ingår i släktet Ceracrisoides och familjen gräshoppor. Inga underarter finns listade i Catalogue of Life.